# Adam Carolla
Adam Carolla (Los Angeles, 27 maggio 1964) è un attore, doppiatore, conduttore radiofonico e comico statunitense.

## Biografia
Adam Carolla è nato a Los Angeles il 27 maggio 1964. Figlio unico di Jim Carolla e Kris Mccall, i suoi genitori si separarono quando lui era giovane.
Ha iniziato la carriera di attore e doppiatore nel 1998.
Dal 2002 è sposato con Lynette Paradise ed è padre di due gemelli: Santino e Natalia, nati nel 2006.

## Filmografia parziale

### Doppiatore
- Buzz Lightyear da Comando Stellare - Si parte! (Buzz Lightyear of Star Command: The Adventure Begins), regia di Tad Stones (2000)
- Drawn Together - serie animata (2004-2007)
- Ralph Spaccatutto (Wreck-It Ralph), regia di Rich Moore (2012)
- Ralph spacca Internet (Ralph Breaks the Internet), regia di Rich Moore (2018)